# Port St. Joe
Port St. Joe es una ciudad ubicada en el condado de Gulf en el estado estadounidense de Florida. En el Censo de 2010 tenía una población de 3.445 habitantes y una densidad poblacional de 110,05 personas por km².

## Geografía
Port St. Joe se encuentra ubicada en las coordenadas 29°49′22″N 85°18′41″O / 29.82278, -85.31139. Según la Oficina del Censo de los Estados Unidos, Port St. Joe tiene una superficie total de 31.3 km², de la cual 24.46 km² corresponden a tierra firme y (21.86%) 6.84 km² es agua.

## Demografía
Según el censo de 2010, había 3.445 personas residiendo en Port St. Joe. La densidad de población era de 110,05 hab./km². De los 3.445 habitantes, Port St. Joe estaba compuesto por el 71.47% blancos, el 25.78% eran afroamericanos, el 0.38% eran amerindios, el 0.35% eran asiáticos, el 0.03% eran isleños del Pacífico, el 0.23% eran de otras razas y el 1.77% pertenecían a dos o más razas. Del total de la población el 2.61% eran hispanos o latinos de cualquier raza.